# Eishockey-Bayernliga 1985/86
Die Eishockey-Bayernliga 1985/86 wurde unter dem Dach des „Bayerischen Eissportverbandes“ (BEV) organisiert und ist die höchste Spielklasse des Landesverbandes Bayern. Die Bayernliga war nach der Bundesliga, der 2. Bundesliga, Oberliga und Regionalliga eine der fünfthöchsten Spielklassen im deutschen Eishockey.

## Saisonverlauf
Die Eishockey-Bayernliga 1985/86 war die achtzehnte Ausspielung dieser Liga. Meister und Aufsteiger in die Regionalliga Süd 1986/87 wurde der EV Bad Wörishofen. Auch gehörten der Vizemeister TSV Schliersee sowie der ESC Dorfen, ERC Lechbruck und der EC Oberstdorf zu den Aufsteigern. Alle fünf Mannschaften haben sich über die Relegation zur Regionalliga Süd qualifizieren können. Absteiger waren der ESC Vilshofen und EV Regensburg 1b. Da der ESC Vilshofen zurückzog, konnte der SV Gendorf, als eigentlich sportlicher Absteiger, in der Liga bleiben.

### Modus
Die zwölf Teilnehmer spielten eine Hin- und Rückrunde. Platz eins wurde Bayerischer Meister. Die Plätze eins bis sechs waren für die Aufstiegsrelegation zur Regionalliga Süd qualifiziert. Am Ende der Abstiegsrunde, die sich aus den Plätzen sieben bis zwölf zusammensetzte und in zwei Gruppen aufgeteilt war, mussten die jeweils Gruppenletzten in die Landesliga Bayern absteigen.

## Teilnehmer
Nicht mehr dabei waren die Auf- und Absteiger der Vorsaison. Neu hinzukamen der Absteiger (A) aus der Regionalliga Süd und die Aufsteiger (N) aus den Landesligen.
| - ESC Dorfen - SV Gendorf (Absteiger) - ESV Burgau (Absteiger) - TSV Trostberg (Absteiger) | - EC Oberstdorf (Aufsteiger) - TSV Schliersee (Aufsteiger) - ERC Lechbruck (Aufsteiger) - ESC Holzkirchen (Aufsteiger) | - ESC Vilshofen (Aufsteiger) - EHC Bad Aibling (Aufsteiger) - EV Regensburg 1b (Aufsteiger) - EV Bad Wörishofen (Aufsteiger) |

### Meisterrunde
|    | Mannschaft            | Sp | Tore    | Diff. | Pkte |
| -- | --------------------- | -- | ------- | ----- | ---- |
| 1. | EV Bad Wörishofen (N) | 22 | 141:89  | +52   | 35   |
| 2. | TSV Schliersee (N)    | 22 | 130:90  | +40   | 31   |
| 3. | ESC Dorfen            | 22 | 134:90  | +44   | 30   |
| 4. | EC Oberstdorf (N)     | 22 | 137:107 | +30   | 27   |
| 5. | ERC Lechbruck (N)     | 22 | 135:100 | +35   | 26   |
| 6. | TSV Trostberg (A)     | 22 | 101:88  | −13   | 24   |
| 7. | EHC Bad Aibling (N)   | 22 | 132:122 | +10   | 24   |
| 8. | ESC Holzkirchen (N)   | 22 | 100:109 | −9    | 22   |
| 9. | ESV Burgau (A)        | 22 | 110:110 | 0     | 20   |
| 10 | SV Gendorf (A)        | 22 | 66:120  | −54   | 10   |
| 11 | ESC Vilshofen (N R)   | 22 | 55:145  | −90   | 9    |
| 12 | EV Regensburg 1b (N)  | 22 | 72:143  | −71   | 6    |

- (A) = Absteiger (N) = Neu in der Liga,  (R) = Rückzug Aufstiegsrundenteilnehmer = fett gedruckt

 Meister und Aufsteiger  Aufsteiger  Absteiger  für die Bayernliga 1986/87 qualifiziert
- Bayerischer Meister 1985/86 wurde der EV Bad Wörishofen.

### Abstiegsrunde
| Gruppe A | Gruppe A         | Gruppe A | Gruppe A | Gruppe A | Gruppe A |
| Pl.      | Verein           | Sp       | Tore     | Diff.    | Pkte.    |
| -------- | ---------------- | -------- | -------- | -------- | -------- |
| 1.       | ESV Burgau       | 4        | 33:22    | +11      | 6        |
| 2.       | EHC Bad Aibling  | 4        | 37:22    | +15      | 6        |
| 3.       | EV Regensburg 1b | 4        | 14:40    | −26      | 0        |

| Gruppe B | Gruppe B          | Gruppe B | Gruppe B | Gruppe B | Gruppe B |
| Pl.      | Verein            | Sp       | Tore     | Diff.    | Pkte.    |
| -------- | ----------------- | -------- | -------- | -------- | -------- |
| 1.       | ESC Vilshofen (R) | 4        | 13:12    | +1       | 6        |
| 2.       | EHC Holzkirchen   | 4        | 21:18    | +3       | 4        |
| 3.       | SV Gendorf        | 4        | 14:18    | −4       | 2        |

Absteiger und Rückzug = fett gedruckt
- Absteiger in die Landesliga Bayern war der EV Regensburg 1b
- SV Gendorf konnte durch Rückzug des ESC Vilshofen in der Liga verbleiben.

## Aufstiegsrelegation
An der vom DEB ausgerichteten Aufstiegsrunde zur Regionalliga Süd 1986/87 nahmen die ersten sechs Plätze der Bayerliga-Meisterrunde und die Plätze sieben bis zwölf der Regionalliga Süd 1985/86 teil. Dabei konnten sich die Bayernligateams des EV Bad Wörishofen, ERC Lechbruck, TSV Schliersee, EC Oberstdorf
 und der ESC Dorfen für die Regionalliga qualifizieren.

## Natureis-Bayernliga
Neben der Eishockey-Bayernliga für Kunsteismannschaften wurde 1985/86 die Natureis-Bayernliga unter dem Dach des „Bayerischen Eissportverbandes“ (BEV) ausgespielt. Acht Teilnehmer spielten eine Hin- und Rückrunde. Platz eins belegte der SC Gaißach und war damit bayerischer Natureismeister 1985/86.

### Endplatzierungen
|    | Mannschaft         | Sp | Tore   | Diff. | Pkte  |
| -- | ------------------ | -- | ------ | ----- | ----- |
| 1. | SC Gaißach         | 14 | 108:46 | +62   | 23:5  |
| 2. | MTV Dießen         | 14 | 74:35  | +39   | 23:5  |
| 3. | ESV Bad Bayersoien | 14 | 74:42  | +32   | 20:8  |
| 4. | SC Eibsee Grainau  | 14 | 93:50  | −43   | 18:10 |
| 5. | EC Thanning        | 14 | 40:55  | −15   | 11:17 |
| 6. | SV Apfeldorf       | 14 | 40:100 | +60   | 8:20  |
| 7. | TSV Dietramszell   | 14 | 28:89  | −61   | 5:23  |
| 8. | EC Tegernsee       | 14 | 37:80  | −43   | 4:24  |

 Bayerischer Natureis-Meister